# نوع متن سزاری
نوع متن سزاری (انگلیسی: Caesarean text-type) اصطلاحی است که توسط برخی از محققان برای نشان دادن الگوی ثابتی از قرائت های متفاوت پیشنهاد شده است که ادعا می شود در دست‌نوشته‌های کتاب مقدس  زبان یونانی کوینه  از چهار  انجیل آشکار است.